# Jan Hochscheidt
Jan Hochscheidt (* 4. Oktober 1987 in Trier) ist ein ehemaliger deutscher Fußballspieler. 

## Karriere
In der Jugendzeit war Hochscheidt bei den Vereinen Hertha 03 Zehlendorf, 1. FC Union Berlin und Energie Cottbus aktiv. Im Herrenbereich spielte er bis zum Juli 2008 bei der Amateurmannschaft von Energie Cottbus, von der aus er 2008 ablösefrei zum Drittligisten FC Erzgebirge Aue wechselte.
In der 3. Liga debütierte er am 26. August 2008 im Spiel gegen Eintracht Braunschweig. In der Saison 2009/10 stieg er mit den Auern in die 2. Bundesliga auf. Die erste Spielzeit in der neuen Liga verlief für Hochscheidt und den FC Erzgebirge erfolgreich; zur Winterpause 2010/11 stand der Aufsteiger an der Tabellenspitze, und am Saisonende reichte es für Platz fünf. Hochscheidt kam in 31 Spielen auf fünf Tore. Auch 2012/13 war er einer der Leistungsträger im Team und erzielte zehn Treffer. Am letzten Spieltag sicherte sich der Verein durch ein Tor von Hochscheidt den Klassenerhalt.
Nach der Saison wechselte er zum Bundesliga-Aufsteiger Eintracht Braunschweig. Dort unterschrieb er einen Dreijahresvertrag bis 2016. Sein Bundesligadebüt gab er am 10. August 2013 (1. Spieltag) bei der 0:1-Niederlage im Heimspiel gegen Werder Bremen. Am 5. Spieltag zog er sich einen Muskelbündelriss zu und fiel für den Rest des Jahres aus. Sein erstes Bundesligator erzielte er am 15. Februar 2014 (21. Spieltag) beim Heimsieg gegen den Hamburger SV mit dem Treffer zum Endstand von 4:2. Am Ende der Bundesligasaison war Hochscheidt auf 21 Einsätze gekommen, davon 19 von Beginn an, in denen er vier Tore erzielt hatte. Die Eintracht stieg am Ende der Saison allerdings ab, sodass auch Hochscheidt in die zweite Liga ging. Am ersten Spieltag gegen Fortuna Düsseldorf verletzte er sich erneut schwer und zog sich einen Adduktorenabriss zu, so dass er 14 Saisonspiele verpasste. Nach einem Einsatz bei Eintrachts U-23 gab er am letzten Hinrundenspieltag sein Comeback, als er im Spiel gegen den 1. FC Union Berlin in der 80. Minute eingewechselt wurde. Er erzielte seinen ersten Saisontreffer am 28. Spieltag im Spiel gegen 1860 München.
In seiner dritten Saison bei Braunschweig blieb Hochscheidt verletzungsfrei und kam zu 29 Einsätzen, in denen er drei Treffer markierte. Am Ende der Saison erhielt er einen neuen Vertrag bis 2018. In der Saison 2017/18 erzielte Hochscheidt drei weitere Tore für Braunschweig. Nach dem Abstieg der Eintracht in die 3. Fußball-Liga wechselte Hochscheidt zurück zum FC Erzgebirge Aue. Er unterschrieb einen Vertrag bis 2021.

## Erfolge
- Aufstieg in die 2. Bundesliga mit dem FC Erzgebirge Aue